# Orthopagus helios
Orthopagus helios är en insektsart som beskrevs av Melichar 1912. Orthopagus helios ingår i släktet Orthopagus och familjen Dictyopharidae. Inga underarter finns listade i Catalogue of Life.